# Савињано сул Рубиконе
Савињано сул Рубиконе је насеље у Италији у округу Форли-Чезена, региону Емилија-Ромања.
Према процени из 2011. у насељу је живело 14715 становника. Насеље се налази на надморској висини од 32 м.

## Становништво
| 1951. | 1961. | 1971.  | 1981.  | 1991.  | 2001.  | 2011.  |
| ----- | ----- | ------ | ------ | ------ | ------ | ------ |
| 6.292 | 8.009 | 10.616 | 12.283 | 12.871 | 14.786 | 17.521 |